# Dmitri Yafaev
Dmitri R. Yafaev (Дмитрий Рауэльевич Яфаев; São Petersburgo, 2 de janeiro de 1948 – 16 de junho de 2024) foi um físico matemático russo-francês.

## Carreira
Obteve o grau de Candidato de Ciências na Universidade Estatal de São Petersburgo em 1973, orientado por Mikhail Birman, sendo lecturer de 1973 a 1977. De 1977 a 1990 foi pesquisador no Instituto de Matemática Steklov em São Petersburgo. Na Universidade de Nantes foi professor associado de 1990 a 1992. É desde 1992 professor pleno na Universidade de Rennes I.
Foi palestrante convidado do Congresso Internacional de Matemáticos em Berlim (1998: Scattering theory: Some old and new problems) e em 2003 no 14th International Congress on Mathematical Physics em Lisboa.

## Morte
Dmitri morreu no dia 16 de junho de 2024, aos 76 anos.

## Publicações selecionadas

### Artigos
- Yafaev, D. R. (1982). «The low energy scattering for slowly decreasing potentials». Communications in Mathematical Physics. 85 (2): 177–196. Bibcode:1982CMaPh..85..177Y. doi:10.1007/BF01254456
- Yafaev, D. R. (1984). «Scattering theory for time-dependent zero-range potentials» (PDF). Annales de l'Institut Henri Poincaré A. 40 (4): 343–359
- Sobolev, Alexander V.; Yafaev, D. R. (1986). «On the quasi-classical limit of the total scattering cross-section in nonrelativistic quantum mechanics» (PDF). Annales de l'Institut Henri Poincaré A. 44 (2): 195–210
- Yafaev, D. R. (1986). «The eikonal approximation and the asymptotics of the total scattering cross-section for the Schrödinger equation» (PDF). Annales de l'Institut Henri Poincaré A. 44 (4): 397–425
- Yafaev, D. (1993). «Radiation conditions and scattering theory for N-particle Hamiltonians». Communications in Mathematical Physics. 154 (3): 523–554. Bibcode:1993CMaPh.154..523Y. doi:10.1007/BF02102107
- Yafaev, D. (1998). «The Scattering Amplitude for the Schrödinger Equation with a Long-Range Potential». Communications in Mathematical Physics. 191 (1): 183–218. Bibcode:1998CMaPh.191..183Y. doi:10.1007/s002200050265
- Yafaev, Dimitri (1999). «Sharp constants in the Hardy–Rellich inequalities» (PDF). Journal of Functional Analysis. 168 (1): 121–144. doi:10.1006/jfan.1999.3462
- Roux, Ph.; Yafaev, D. (2003). «The scattering matrix for the Schrödinger operator with a long-range electromagnetic potential». Journal of Mathematical Physics. 44 (7). 2762 páginas. Bibcode:2003JMP....44.2762R. doi:10.1063/1.1576494

### Livros
- Mathematical Scattering Theory: General Theory. Col: Translation of Mathematical Monographs, vol. 105. Providence, Rhode Island: AMS. 1992. ISBN 0-8218-4558-6; x+341 pp.; pbk[7]
- Scattering Theory: Some Old and New Problems. Col: Lecture Notes in Mathematics, vol. 1735. [S.l.]: Springer-Verlag. 2000. ISBN 3-540-67587-6; 176 pp.; pbk
- Mathematical Scattering Theory: Analytic Theory. Col: Mathematical Surveys and Monographs, vol. 158. Providence, Rhode Island: AMS. 2010. ISBN 978-0-8218-0331-8; 444 pp.; hbk[8]